# Paullinia dasyphylla
Paullinia dasyphylla är en kinesträdsväxtart som beskrevs av Ludwig Radlkofer. Paullinia dasyphylla ingår i släktet Paullinia och familjen kinesträdsväxter. Inga underarter finns listade i Catalogue of Life.